# Костарика на Светском првенству у атлетици на отвореном 2022.
Костарика је учествовала на 18. Светском првенству у атлетици на отвореном 2022. одржаном у Јуџину  од 15. до 25. јула осамнаести пут, односно учествовала је на свим првенствима до данас. Репрезентацију Костарика представљала су 3 такмичара (1 мушкарац и 2 жене) који су се такмичили У 3 дисциплине (1 мушка и 2 женске). , 

На овом првенству такмичари Костарике нису освојили ниједну медаљу али је остварен један најбољи резултат сезоне.

## Учесници
| Мушкарци : - Џералд Драмонд — 400 м препоне | Жене: - Андреа Каролина Варгас — 100 м препоне - Ноелиа Варгас — 20 км ходање |  |

## Резултати

### Мушкарци
| Атлетичар      | Дисциплина    | Лични рекорд | Квалификације | Квалификације | Полуфинале | Полуфинале | Финале               | Финале       | Детаљи |
| Атлетичар      | Дисциплина    | Лични рекорд | Резултат      | Место         | Резултат   | Место      | Резултат             | Место        | Детаљи |
| -------------- | ------------- | ------------ | ------------- | ------------- | ---------- | ---------- | -------------------- | ------------ | ------ |
| Џералд Драмонд | 400 м препоне | 48,87 НР     | 49,16 КВ      | 3. у гр. 4    | 49,37      | 7. у гр. 2 | Није се квалификовао | 13 / 35 (37) |        |

### Жене
| Атлетичарка            | Дисциплина    | Лични рекорд | Квалификације   | Квалификације | Полуфинале   | Полуфинале | Финале                | Финале       | Детаљи |
| Атлетичарка            | Дисциплина    | Лични рекорд | Резултат        | Место         | Резултат     | Место      | Резултат              | Место        | Детаљи |
| ---------------------- | ------------- | ------------ | --------------- | ------------- | ------------ | ---------- | --------------------- | ------------ | ------ |
| Андреа Каролина Варгас | 100 м препоне | 12,64 НР     | 13,12 (.120) КВ | 3. у гр. 4    | 12,82 (.812) | 7. у гр. 1 | Није се квалификовала | 15 / 36 (38) |        |
| Ноелиа Варгас          | 20 км ходање  | 1:30:44 НР   |                 |               |              |            | 1:32:36 ЛРС           | 16 / 36 (41) |        |